# Cleidion macarangoides
Cleidion macarangoides là một loài thực vật có hoa trong họ Đại kích. Loài này được Guillaumin mô tả khoa học đầu tiên năm 1962.